# Heinrich-Heine-Straße (Weimar)
Die Heinrich-Heine-Straße in Weimar wurde am 4. Mai 1945 nach dem deutschen Dichter benannt. Sie beginnt am Schnittpunkt Goetheplatz / Schwanseestraße / Graben und ist als Verlängerung der Karl-Liebknecht-Straße eine der am stärksten befahrenen Straßen in der Altstadt. Sie endet an der Kreuzung Erfurter Straße / Sophienstiftsplatz. Dazwischen führt sie auf der Rückseite des Theaterplatzes vorbei. Einst fuhren hier Straßenbahn bzw. Oberleitungsbus, heute Omnibusse.
Die Straße selbst steht nicht auf der Liste der Kulturdenkmale in Weimar (Sachgesamtheiten und Ensembles). Jedoch stehen einige Gebäude auf der Liste der Kulturdenkmale in Weimar (Einzeldenkmale). Dazu zählt Coudrays Wohnhaus in Weimar in der Heinrich-Heine-Straße 12/14 als bekanntestes Baudenkmal der Straße. Weitere sind das Haus Nummer 9 in der Nähe des Deutschen Nationaltheaters sowie das Haus Nummer 2.

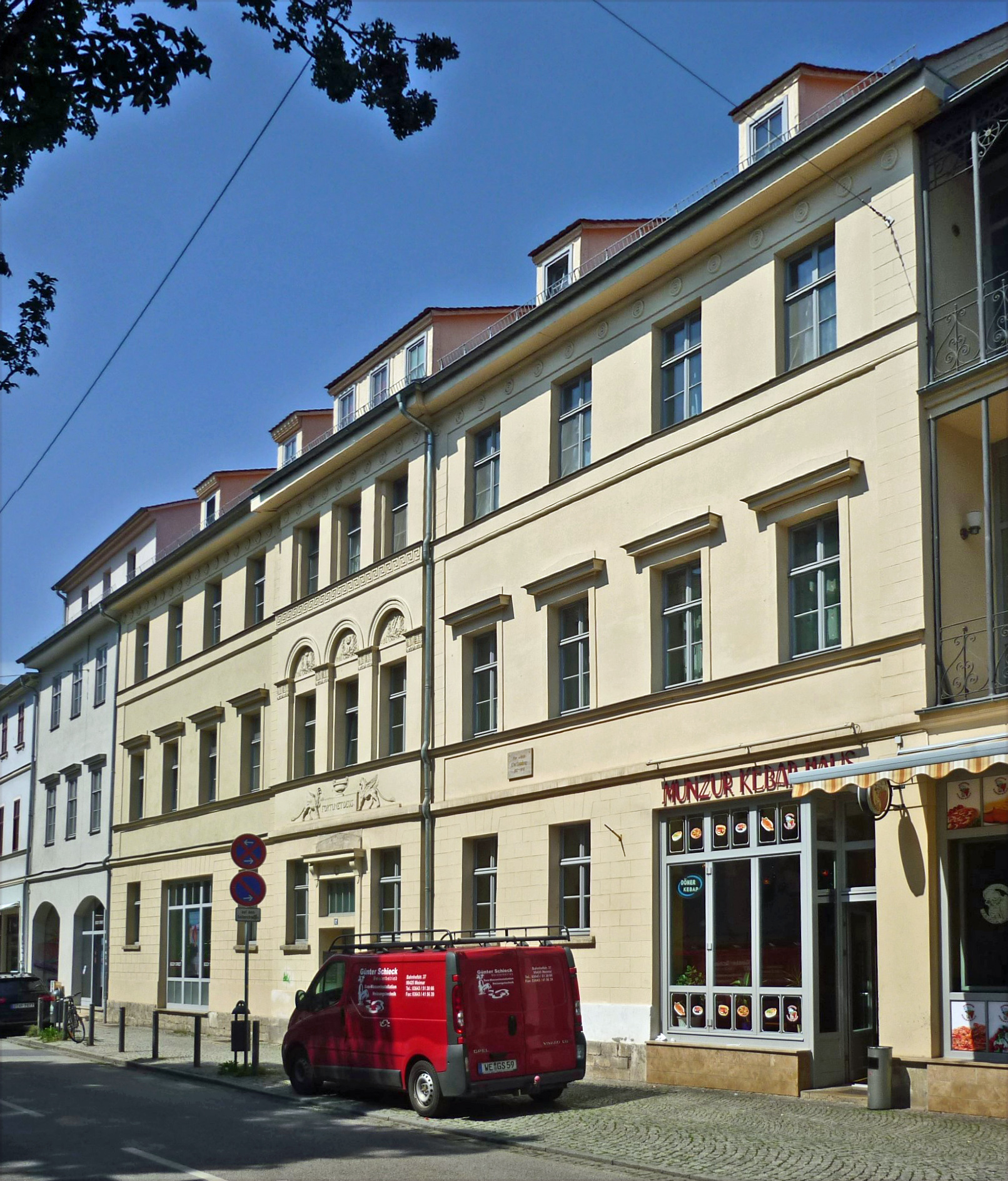
C. W. Coudrays Wohnhaus
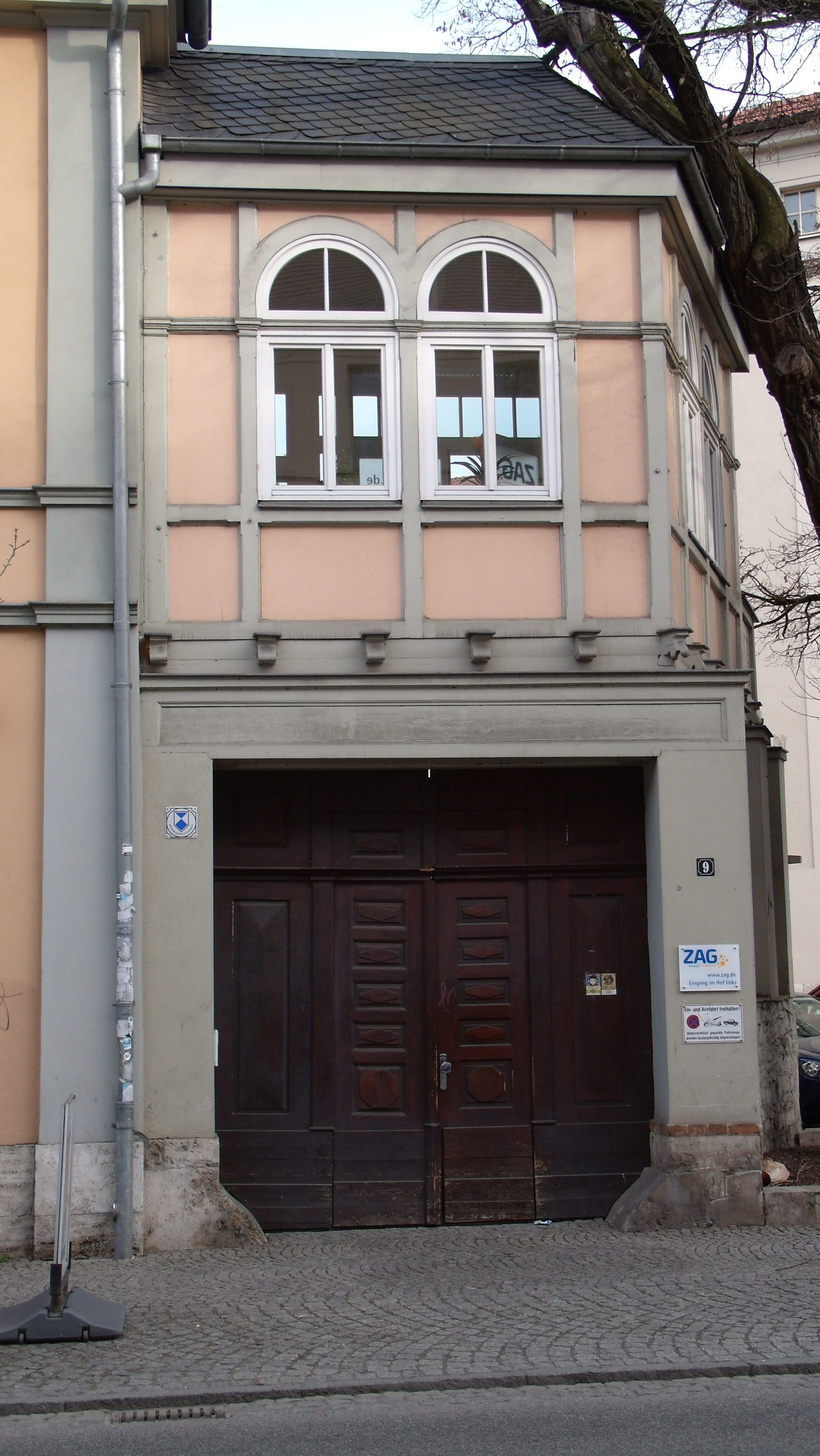
Heinrich-Heine-Straße 9
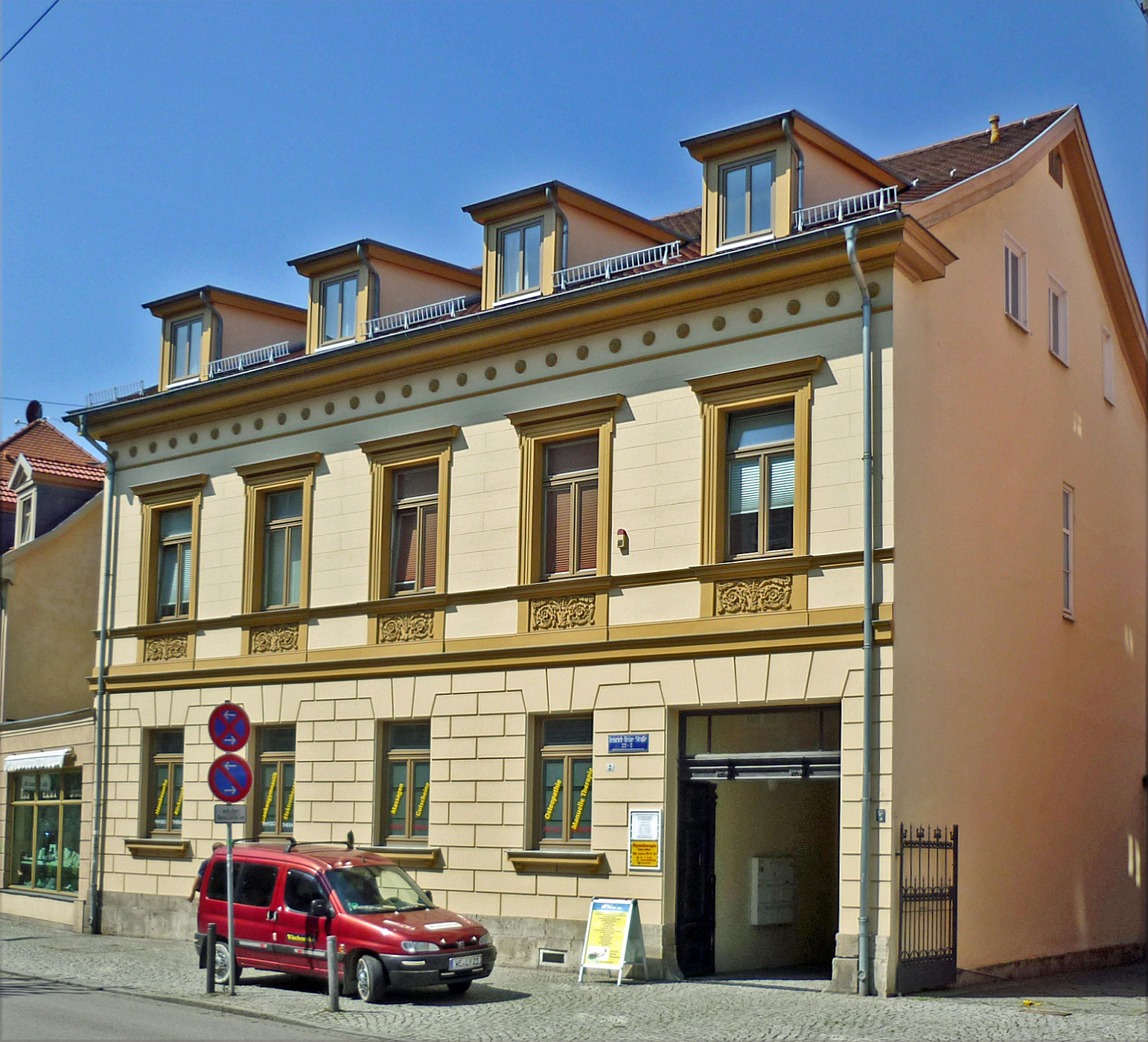
Heinrich-Heine-Straße 2